# Sukův komorní orchestr
Sukův komorní orchestr je český komorní orchestr založený roku 1974 a pojmenovaný po skladateli Josefu Sukovi.
Těleso založil houslista Josef Suk v roce stého výročí narození svého dědečka, skladatele Josefa Suka. Jeho uměleckým vedoucím byl do roku 2000. Orchestr hraje bez dirigenta a jeho repertoár zahrnuje díla všech stylových období od baroka až po soudobou hudbu. Od roku 2000 je rezidentním orchestrem festivalu W. A. Mozarta v německém Augsburgu. Absolvuje koncertní turné po celém světě od Severní a Jižní Ameriky až po východní Asii a nahrál jen v ČR přes 30 CD, mnohé další pak pro zahraniční nahrávací společnosti.
V roce 2002 získal Sukův komorní orchestr za šíření tradice českého interpretačního umění, za nahrávky zvukových nosičů a dlouholetou reprezentaci České republiky v zahraničí Světovou cenu Antonína Dvořáka.